# Ilja Smorguner
Ilja Smorguner est un karatéka allemand né le 24 juin 1984 à Léningrad, en Union soviétique. Il a remporté la médaille d'argent en kata individuel masculin aux championnats du monde de karaté 2014 à Brême.